# Лемківський стрій
Лемки — етнографічна група, яка мешкає в Карпатах і є сусідами бойків. Лемки мали світле волосся.
Лемки мешкали на Низькому Бескиді, їх називали також ще Куртаками або Чугонцями[прояснити].

## Чоловічий стрій
Лемки — переважно темні шатени, носять довге волосся до плечей.
Лемки носили сорочку (кошулю), заправлену в штани з розрізом спереді та невеликим виложистим комірцем. Носили також пізніше сорочку чи кошулю, вишиту на обшивці (комірі) червоними нитками, лемківська сорочка защіпалась шпонкою на спині, а подолок носився в штанах. Влітку носили полотняні штани на очкурі — ногавки або гачі. Зимою зверху одягали найчастіше білі суконі холошні з синьо-червоними пасками (лампасами) по боках. Такі штани носили на вузькому ремені з пряжкою і зверху носили черес. Зверху по сорочці одягали темно-синій лейбик або бордовий бруслик з ґудзиками, який защіпався на гаплики. Верхнім одягом була сукона гуня чи гунька, шита тим самим кроєм, що і сердак довжиною поза коліна. Гуню оторочували шнурками та підшивали синім сукном.
Взуттям лемків були шкіряні постоли — ходаки чи керпці, які чоловіки зашнуровували шкіряними, а жінки шерстяними — наволоками. Легіні носили угорські чоботи — кордуани. Зверху на гуню одягали — чугу. Влітку носили чорний капелюх з пір'ям або квіткою та вовняними шнурками, кінці яких висіли ззаду капелюха — китайкою, зимою шлик — копач.
На сорочку одягали бруслик — гранатового кольору (святковий), який зав'язувався на животі. Бруслик носили також небесного кольору з червоною вишивкою та з рядами нашитих ґудзиків.
На бруслик одягали гуньку з білої вовни, яку рідко вдягали в рукава, а завжди носили на плечах, зверху гуня запиналася ланцюжком. Спереду бруслик мав петельки з вовняного шнурка, ззаду внизу мав три розтини і шви, обшиті білим шнурком.
На бруслик носили також чугу — рід плаща темно-бронзового кольору до колін з оздобленим каптурем. Пелерина була оздоблена висячими тороками — свічками. Каптур (пелерина) був довгий, обшитий білим шнурком і розшитий чорними нитками. Чугу одівали тільки на плечі, рукава були зашиті. Рукава мали також тороки.
На голові носили чорні фетрові капелюхи (калап), який називався венгерським або носили також солом'яні капелюхи. Капелюхи були невеликі з підкоченими крисами і носились набакир (набік), такі капелюхи оздоблювались шкіряним паском з страусиним пір'ям або також чорним або червоним пір'ям. На голові носили також небесні або гранатові суконі шапки, які були обшиті чорним баранячим хутром з «вухами», які можна було опускати на вуха. Така шапка мала також червоний кутас.
На ногах носили «керпці» (постоли) або чоботи.

## Жіночий стрій
Лемкині носили лляні вишиті хрестиком на верху рукава і на грудях сорочки — опліччя, яка зав'язувалася червоною стрічкою — стужкою. Сорочки були з манжетами. Сорочки мали стійку або викладний комірець, який вишивали або пришивали до нього широке мереживо (жабку). Обшивка коло шиї і біля рукавів були оздоблені простою вишивкою (хрестиками чи зірками). Під шиєю і на манжетах сорочка зав'язувалась стрічками. Сорочки складалися з двох відрізних частин: верхньої — опліччя і нижньої (подолок). Нижня сорочка була зшита з двох кусків, обвивилася навколо і зав'язувалась шнурком.
Спідниці (кабат) носили традиційні гранатові вовняні або з купленого перкалю темного кольору з нашитими на них поперечними 3 стрічками (червоні, небесні, жовті, білі). Посередині пришивали ширшу стрічку і з боків дві вужчих. Деколи пришивали ще четверту стрічку або мережку. Традиційними спідницями були вовняні спідниці з нашитими 3 червоними стрічками і по низу спідниці йшла четверта стрічка. Так само стрічки нашивали і на полотняний передник і на куплені хустки. Також спідниці, фартухи і хустки були обшиті мереживом.
На верх носили блакитного кольору суконі або з чорного оксамиту вишиті світло червоними вовняними нитками (часто скручені з золотою ниткою) або обшиті червоною тесьмою корсети, зі шнурівками спереду. Зверху по корсеті лемкині носили катанку або гуньку. Виходячи з дому, на плечі накидали плахту — довгий плат, оторочений червоними нитками. Чуги жінки не носили. Заможніші носили взимку шуби, покриті синім крамовим сукном та обшиті тасьмою. Таку шубу називали — мента, вона була з білого овечого хутра, та опушена лисячим хутром. Мента була обов'язковим строєм молодої панни до шлюбу. На голові носили хустку або  (одружені жінки) очіпок. Взимку носили коротку гуньку або ще зверху білий, вишитий нитками і шкірою кожух, часто без рукавів. Кожух був довжиною нижче колін. На шиї носили пацьорки, що виглядали як комірчик. На ногах носили шкірні (черевики). На шиї носили коралі (пацьорки). В свята на ногах носили чорні або жовті сап'янці угорського крою.
Молоді жінки вдома часто не носили хусток. Волосся заплітали в косу або просто скручували і викладали зверху голови. Волосся жінки покривали простим або оксамитовим невеликим очіпком, який був оздоблений мережкою. На свята носили складний головний убір білого кольору, який називався фацелик. Дівчата оплітали косу червоно-зеленими або червоно-гранатовими шерстяними нитками, які закінчувались кутасами. Також вплітали в косу червоні стрічки.

## Вбрання закарпатських лемків
Крайняни або лемки, які проживають у верхів'ях р. Латориця та р. Ондава мають майже той самий стрій, що і галицькі горняки — лемки з невеликими відмінами. Замість чуги з тороками тут носять білу сукону оторочену бунду або гуньку з широким коміром-вилогою і найчастіше з зашитими рукавами, які вживають замість торби. Такі бунди носять не одіваючи — наопашки. На ногах носять шкіряні бочкори або чоботи — шкірні. Жінки одіті майже так само як і галицькі лемки. Вони носять корсети, кабатки і т. ін.

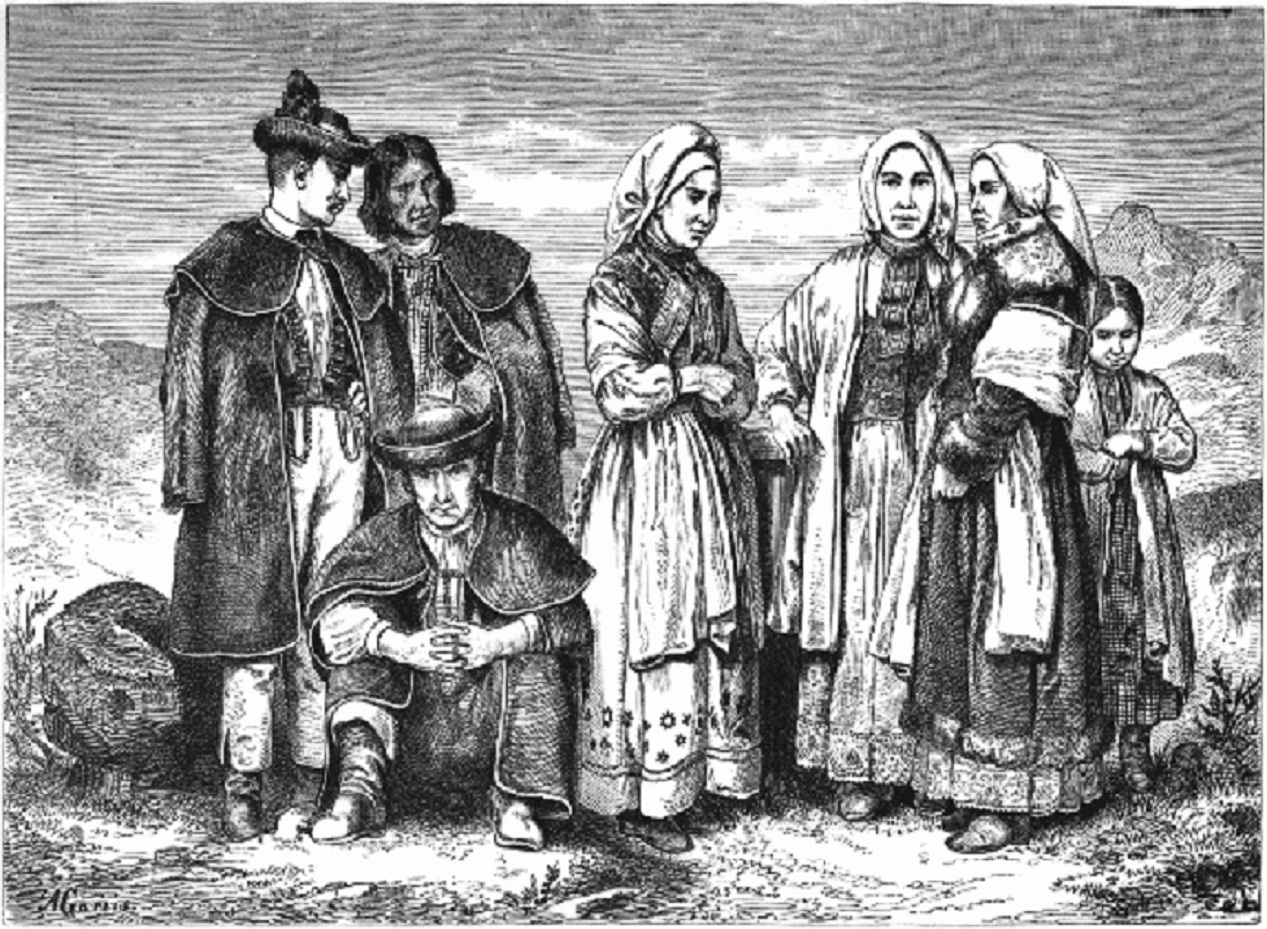
Русини горці (лемки) с. Завадки біля м. Риманів, Сяноцького повіту (Польща)
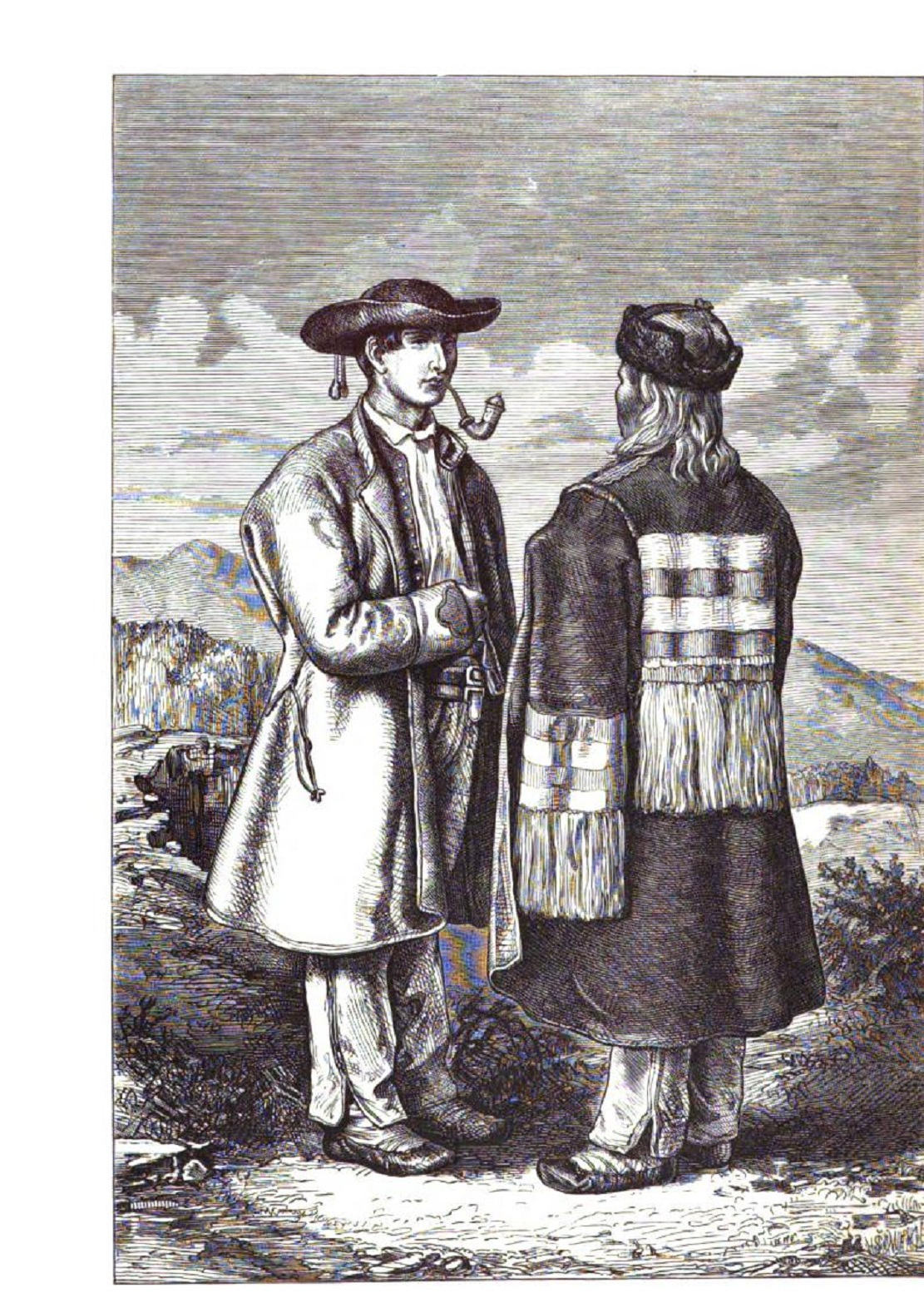
Русини горці с. Криниця, Сандецького повіту сх. Галичина.
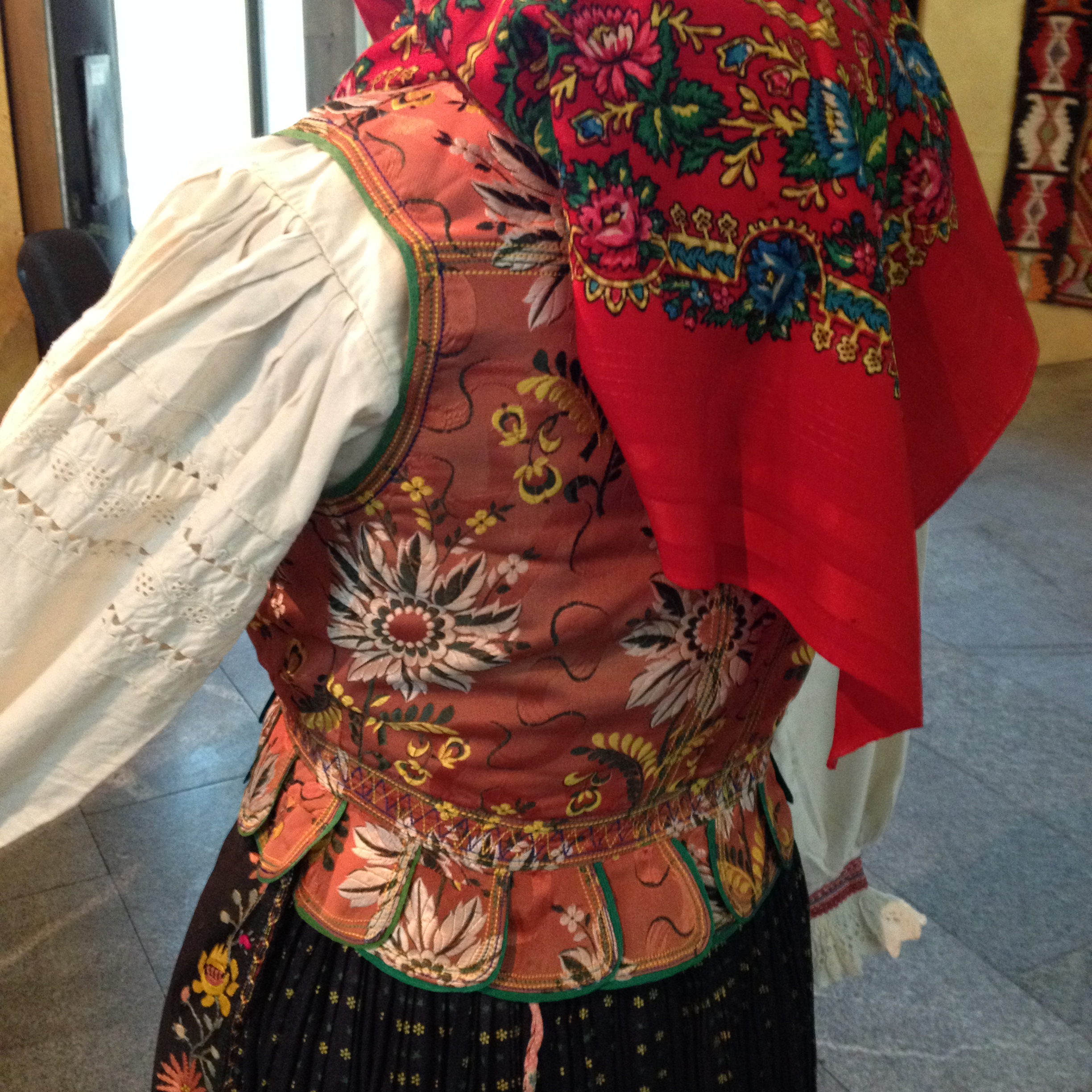